# 哈特曼
哈特曼（德語：Hartman）可以指：
- 格雷丝·哈特曼（英語：Grace Hartman，1907年1月7日－1955年8月8日），美國女演員。
- 雅各布·冯·哈特曼（德語：Jakob Freiherr von Hartmann，1795年2月4日-1873年2月23日），巴伐利亞將軍。
- 波尔·哈特曼（丹麥語：Poul Hartmann，1878年5月1日－1969年6月29日），丹麦男子赛艇运动员。
- 威廉·肯尼斯·哈特曼（英語：William Kenneth Hartmann，1939年6月6日－），美國行星科學家和作家。
- 约翰·彼得·埃米琉斯·哈特曼（丹麥語：Johann Peter Emilius Hartmann，1805年5月14日－1900年3月10日），丹麥作曲家。
- 卡尔·阿玛德乌斯·哈特曼（德語：Karl Amadeus Hartmann，1905年8月2日－1963年12月5日），德国作曲家。
- 菲尔·哈特曼（英語：Philip Edward "Phil" Hartman，出生时姓Hartmann，1948年9月24日－1998年5月28日），加拿大裔美國演員、喜劇演員、編劇和平面藝術家。
- 罗伯特·哈特曼 (足球裁判)（德語：Robert Hartmann，1979年9月8日－），德國足球裁判。
- 埃里希·哈特曼（德語：Erich Alfred "Bubi" Hartmann；1922年4月19日－1993年9月20日），德國戰鬥機飛行員。
- 愛德華·馮·哈特曼（德語：Karl Robert Eduard von Hartmann 1842年2月23日－1906年6月5日），德国哲学家。

|  | 本页或本分段罗列了姓氏为「哈特曼」的人物。 如果是一个指代特定个人的内链将您引导到本页，請考慮修正該人物的名字以將链接指向正確的條目。 |